# Marie-Louise Lenoel Cheret
Marie-Louise Lenoel Cheret, var en fransk författare. 
Hon var en arbetarkvinna från Paris. Hon är känd för en pamflett på sju sidor, i vilken hon beskriver då hon deltog i kvinnomarschen till Versailles 1789 och blev en av tolv deputerade kvinnor som då släpptes in till kungen.  Pamfletten skrevs och publicerades strax efter händelsen och ses som ett viktigt historiskt dokument. 